# アテネオリンピックスポーツコンプレックス
アテネオリンピックスポーツコンプレックス（英語: Athens Olympic Sports Complex、ギリシア語: Ολυμπιακό Αθλητικό Κέντρο Αθήνας）は、ギリシャ・アテネにある総合運動施設。設計者はスペインの建築家サンティアゴ・カラトラヴァ。アテネオリンピック開催のために整備した。

## 施設

### オリンピック水泳センター
オリンピック水泳センターは水泳競技場で、オリンピックでは競泳、水球、飛込、シンクロナイズドスイミングが行われた。ただし、シンクロは小プール、飛込は屋内プールで行われた。大プールの収用人員は11,500人、小プールは5,300人、屋内プールは6,200人。
当初は屋根付き競技場となる予定だったが、工事の遅れで屋根の設置が間に合わず、結局屋外で行われることになった。しかしながら、開催期間中は天候にも恵まれ、数多くの世界記録が誕生した結果になった。現在は荒れ果てている。   

### オリンピックホール
オリンピックホールはギリシャ最大の屋内競技場。オリンピックでは体操・トランポリン、バスケットボールの決勝が行われた。
1995年に完成。1998年バスケットボール世界選手権の会場にもなった。
2006年のユーロビジョン・ソング・コンテストの舞台となり、コンサートやバスケットボールギリシャ代表の試合もここで行われる。収容人員は17600人。屋根にはアーチフレームの形になっている。
2007年にはユーロリーグファイナル4の会場となり、地元のパナシナイコスが優勝を飾った。
| 先代 スカイドーム （トロント） | バスケットボール世界選手権 決勝戦会場 1998         | 次代 コンセコ・フィールドハウス （インディアナポリス） |
| 先代 シドニー・ドーム シドニー | オリンピックのバスケットボール競技 決勝戦会場 2004 | 次代 五棵松体育館 北京                                 |
| 先代 スポーツ宮殿 キエフ       | ユーロビジョン会場 2006                            | 次代 ハートウォールアリーナ ヘルシンキ                 |
| 先代 サズカ・アリーナ プラハ   | ユーロリーグ ファイナルフォー会場 2007             | 次代 パラシオ・デ・デポルテス マドリード               |

### オリンピックテニスセンター
オリンピックテニスセンターは16のテニスコートを持つテニス競技場。オリンピックではテニスが行われた。センターコートの収用人員は8,600人。サブコートは4,300人、ほかに1コートにつき200人収容できる。テニスコートはハードコートで、国際テニストーナメントには最適のコートである。

### オリンピック自転車競技場
オリンピック自転車競技場はオリンピックでは自転車競技のうちトラックレースが行われた。収容人員は5,250人。

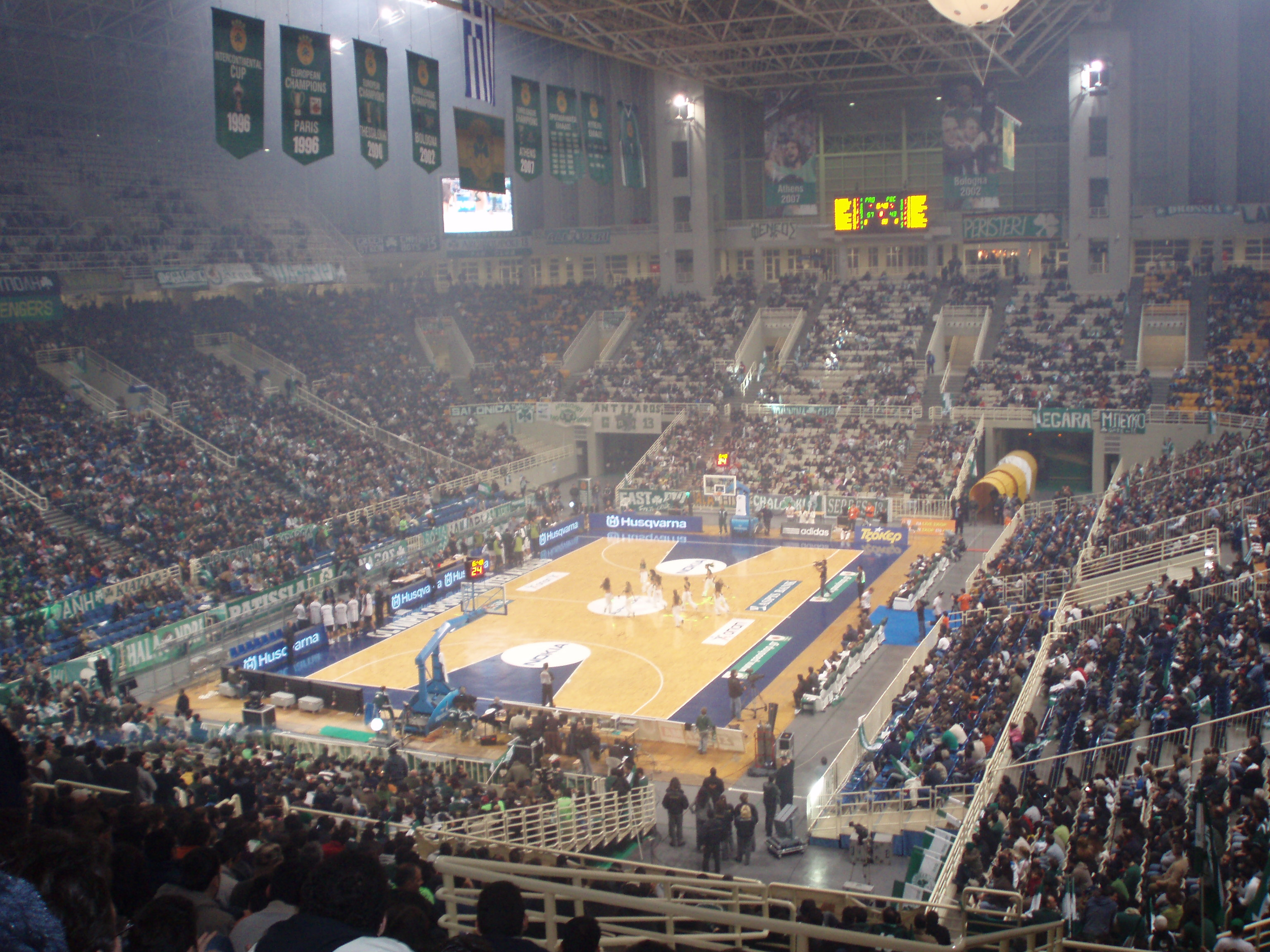
オリンピックホール
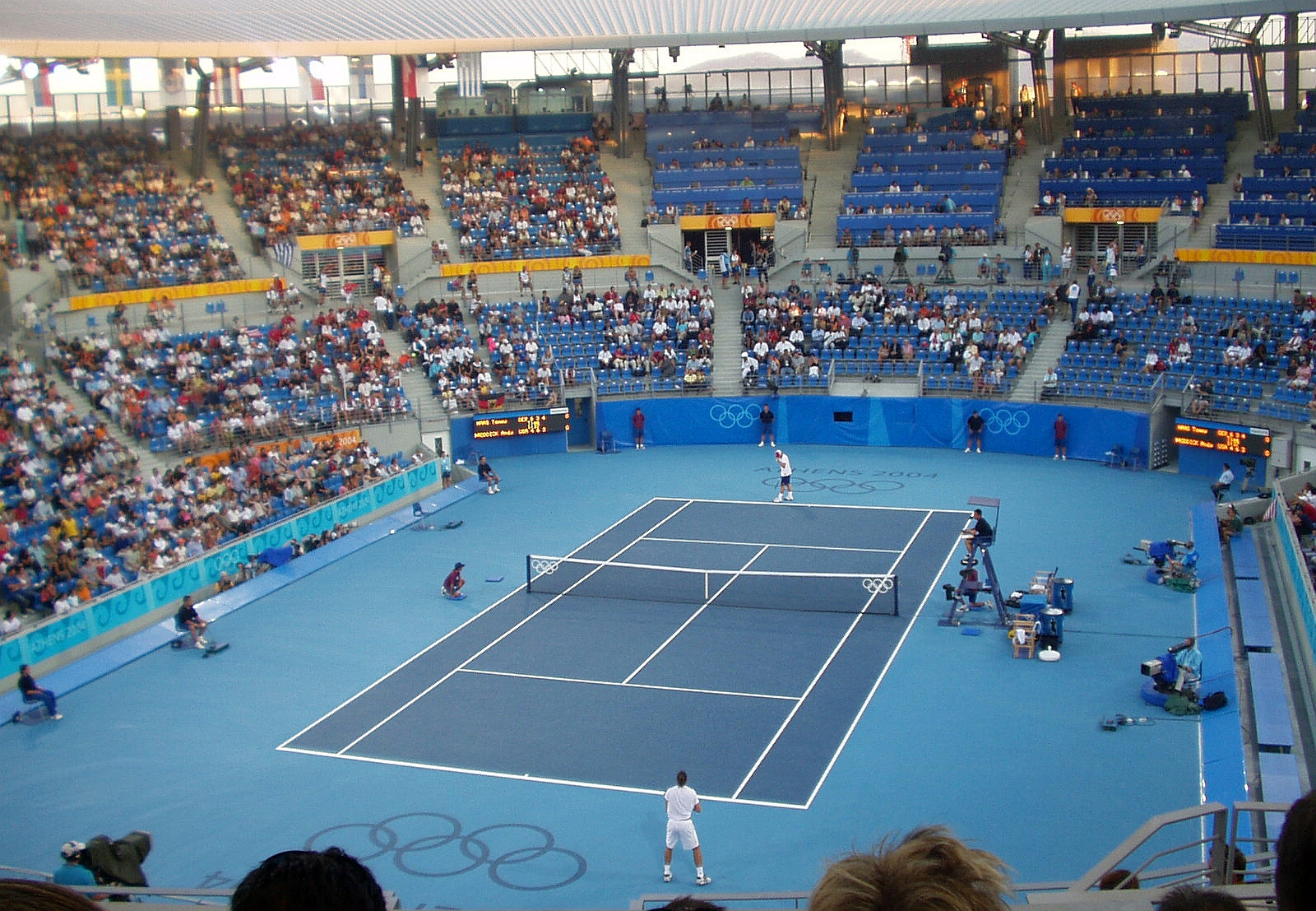
オリンピックテニスセンター

## 外部サイト
- 公式サイト （ギリシア語） （英語）| 執筆の途中です | この項目は、オリンピックに関連した書きかけの項目です。この項目を加筆・訂正などしてくださる協力者を求めています（PJオリンピック/P:オリンピック）。 |  - 表示
  - 編集